# ۱۴۱۲ (قمری)
۱۴۱۲ (قمری)، هزار و چهارصد و دوازدهمین سال در گاه‌شماری هجری قمری قراردادی و کبیسه است. اول محرم این سال برابر با سیزدهم ژوئیه سال ۱۹۹۱ میلادی است.